# La Cima
La Cima är en ort i Mexiko, tillhörande kommunen Huixquilucan i delstaten Mexiko. La Cima ligger i den centrala delen av landet och tillhör Mexico Citys storstadsområde. Orten hade 147 invånare vid folkmätningen 2010.